# Turzynów
Turzynów – osada w Polsce położona w województwie wielkopolskim, w powiecie kolskim, w gminie Chodów.
Wieś szlachecka Turzynowo położona była w drugiej połowie XVI wieku w powiecie łęczyckim województwa łęczyckiego. W latach 1975–1998 miejscowość administracyjnie należała do województwa konińskiego.
We wsi przystanek kolejowy położony przy linii Warszawa – Poznań.

## Historia
Nazwa Turzynów może pochodzić od rodziny rycerskiej Turzynów gospodarzących w dorzeczu Dunajca i Raby we wsiach Raba i Szczepanów. Z tej rodziny podobno wywodził się święty biskup męczennik Stanisław ze Szczepanowa.
Na przełomie IX/X w na obszarze dzisiejszej miejscowości istniało terytorium plemienne, którego ośrodkiem centralnym była Łęczyca. Obszar ten stanowił północną granicę tego terytorium. Cmentarzysko w pobliżu Domanikowa z XI-XII w. świadczy o tym, że w pobliżu istniała osada.
W XV w. na terenach dzisiejszego Turzynowa i okolic na wschód, panowała młodsza linia Oporowskich (z Oporowa) z herbu Sulima (z której wywodził się polski rycerz Zawisza Czarny) biorąca swój początek od Mikołaja, kasztelana brzezińskiego, piszącego się z Miłonic.
Pierwsza wzmianka o Turzynowie pochodzi z 1503 roku, w którym to Władysław z Miłonic (Miełoński, Miłoński lub Oporowski) kasztelan inowrocławski przekazuje dobra położone w powiecie Łęczyckim tj. Miłonice, Głaznowo, Turzynów, Słaboszewo, Kopyta, Liczki i Luklewo swoim Synom Janowi i Mikołajowi.
Następna Wzmianka o Turzynowie pochodzi dopiero z roku 1844, w którym to Otto von Treskow kupił Turzynów od Maksymiliana Jerzmanowskiego a w dwa lata później Domaników od Franciszka Jerzmanowskiego. Z rodziny Jerzmanowskich wywodził się urodzony w Domanikowie Paweł Jerzmanowski najbliższy człowiek Napoelona I Bonaparte, z którym został zesłany na wyspę Elba.
Rodzina von Trescow mających siedzibę w Strzelcach koło Kutna była bardzo dobrymi zarządcami i doprowadziła do znacznego rozwoju rolniczego całego obszaru. W roku 1918 po odzyskani niepodległości przez Polskę rodzina utraciła te ziemie.
W 1915 roku powstało połączenie kolejowe wąskotorowe Krzewata – Krośniewice (Krośniewice – Franki – Gąsiory – Turzynów Wąskotorowy – Kotków – Radzyń – Rycerzew – Straszkówek – Krzewata), które było wykorzystywane wyłącznie do przewozu buraków cukrowych w okresach kampanii cukrowej. W latach 70. XX w. połączenie to straciło na znaczeniu a w latach 90. zostało zlikwidowane.
Jeszcze w latach 80. XX w. Turzynów był ważnym ośrodkiem handlu rolniczego (Gminna Spółdzielnia GS) i uprawy rolnej (Państwowe Gospodarstwo Rolne PGR). Znajdował się tu ośrodek skupu trzody chlewnej i bydła, skup zboża, złomu i makulatury. Dodatkowo prowadzono handel paszami dla zwierząt i nawozami. W bezpośrednim sąsiedztwie znajdowała się bocznica kolejowa wraz z rampą, pozwalającą na bezpośredni rozładunek i załadunek z transportów kolejowych.
W czasach przemian gospodarczych Polski Turzynów stracił na znaczeniu co spowodowało upadek GS i PGR. Dzisiaj można oglądać jedynie pozostałości dawnego ośrodka handlu rolniczego. PGR jednak zostało wykupione przez przedsiębiorstwo prywatne nie dopuszczając do całkowitej zapaści miejscowości.
Obecnie Turzynów skupia się na produkcji rolnej i charakteryzuje się dużymi otwartymi i nizinnymi przestrzeniami pól uprawnych.